# NGC 4507
NGC 4507 је спирална галаксија у сазвежђу Кентаур која се налази на NGC листи објеката дубоког неба.
Деклинација објекта је - 39° 54' 33" а ректасцензија 12h 35m 36,6s. Привидна величина (магнитуда) објекта NGC 4507 износи 12,0 а фотографска магнитуда 12,8. NGC 4507 је још познат и под ознакама ESO 322-29, MCG -7-26-11, TOL 97, DCL 73, IRAS 12329-3938, New 2, PGC 41960.